# Blanidae
Blanidae – monotypowa rodzina amfisben z rzędu łuskonośnych (Squamata).

## Zasięg występowania
Rodzina obejmuje gatunki występujące w Portugalii, Hiszpanii, Gibraltarze, Maroku, Grecji, Turcji, Syrii, Libanie i Iraku.

## Systematyka

### Etymologia
Blanus: gr. βλανος blanos „ślepy”.

### Podział systematyczny
Do rodziny należy jeden rodzaj z następującymi gatunkami: 
- Blanus alexandri Sindaco, Kornilios, Sacchi & Lymberakis, 2014
- Blanus aporus Werner, 1898
- Blanus cinereus Vandelli, 1797 – obrączkowiec europejski[4]
- Blanus mettetali Bons, 1963
- Blanus oxyurus Wagler, 1824
- Blanus strauchi (Bedriaga, 1884)
- Blanus tingitanus Busack, 1988